# Posidonia (dier)
Posidonia is een geslacht van uitgestorven tweekleppigen die leefden van het Vroeg-Carboon tot het Laat-Jura.

## Beschrijving
Deze tweekleppige mantelschelpen hadden een bijna ronde schelp met concentrische golflijnen, een kort slot en vage oortjes. De lengte van de schelp bedroeg ongeveer 3 centimeter.